# Derringer

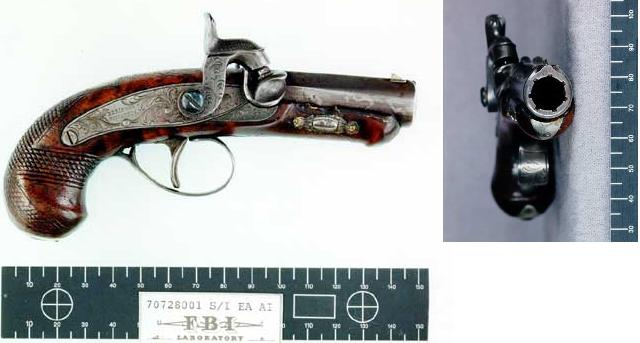
Una Derringer de Philadelphia original, feta per Henry Deringer. Aquesta va ser la pistola de butxaca emprada per John Wilkes Booth en l'Assassinat d'Abraham Lincoln.

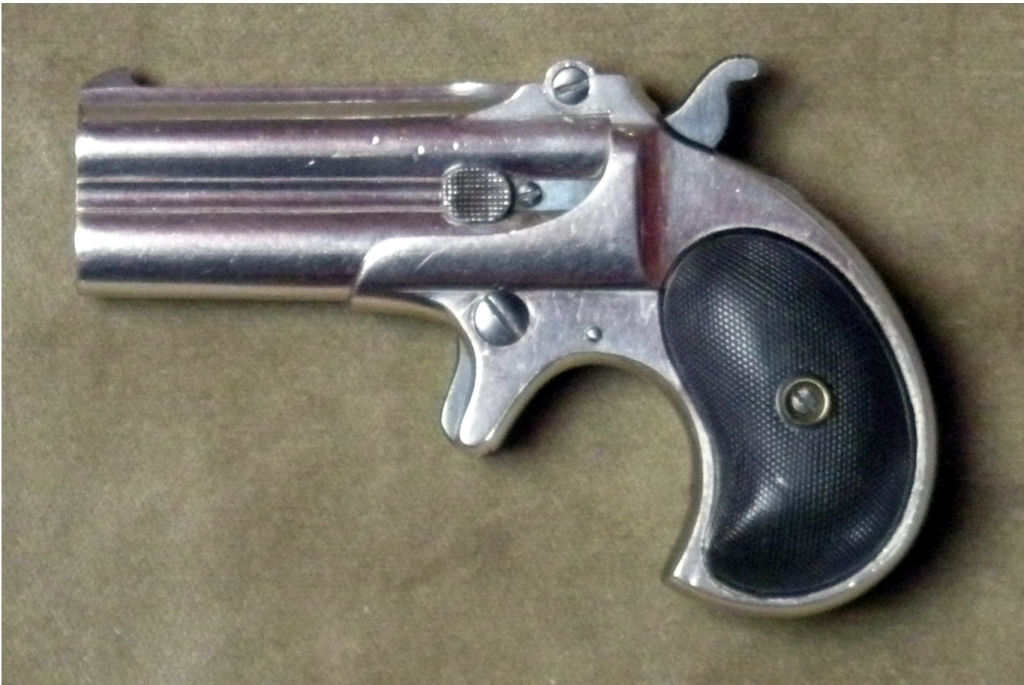
Remington Double Derringer cal .41 rimfire

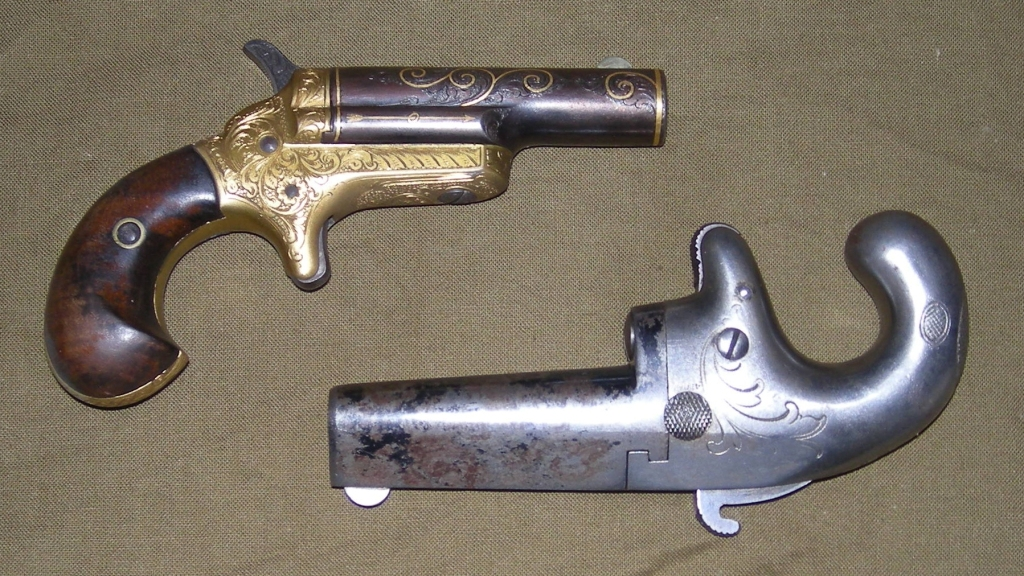
Colt Derringer s, at right 1st Model (1870–1890), at left 3rd Model (1875–1912), all .41 rimfire

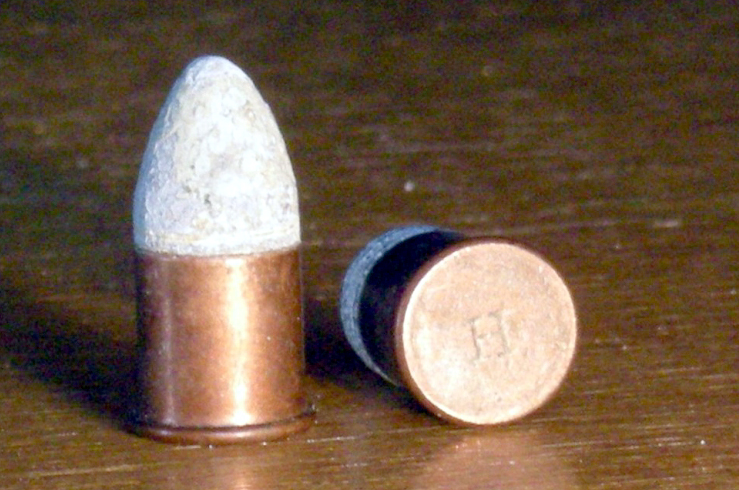
.41 rimfire cartridge

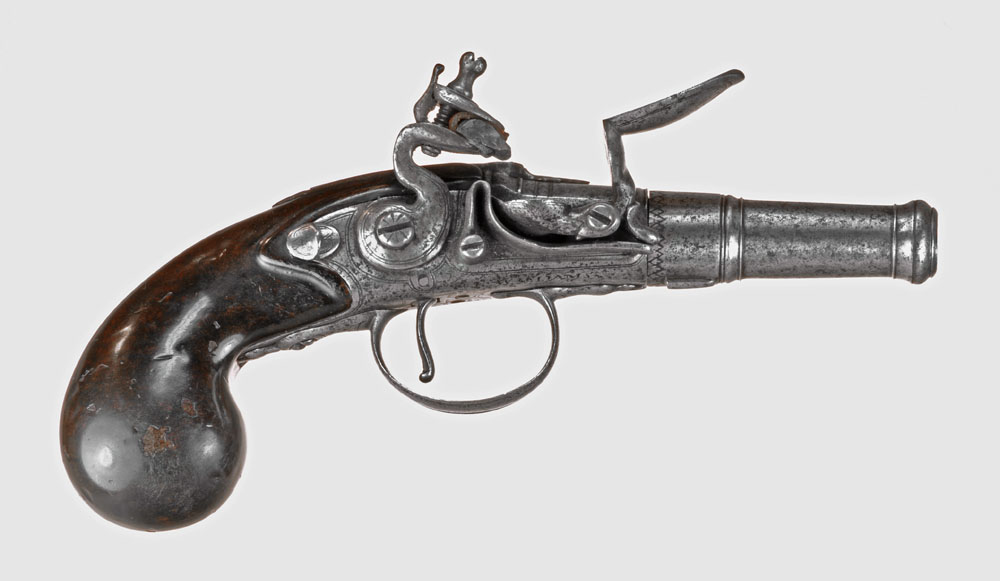
A flintlock muff pistol with unscrewable barrel: the 18th century precursor to the caplock Derringer.

Derringer és un lletreig erroni generalitzat del cognom de Henry Deringer, un famós fabricant de petites pistoles de butxaca del segle xix. Altres fabricants d'armes de diversos països van fer quantitat de còpies de la pistola original Derringer de Philadelphia, amb el cognom sovint mal lletrejat; aquest error es va tornar ràpidament una paraula genèrica per descriure qualsevol pistola de butxaca, al costat de la frase genèrica pistola de palmell que la competència de Derringer va inventar i emprar en la seva publicitat. La Derringer original era una pistola mono.tret d'avantcàrrega; amb l'aparició d'armes de foc que empraven cartutxos, aquestes pistoles van començar a produir-se en la seva actual forma que encara s'anomena Derringer.
Les pistoles de butxaca poden considerar-se versions modernes de les de Derringer.

## Disseny
Una Derringer és generalment la pistola funcional més petita de qualsevol calibre. Eren sovint emprades per dones, perquè eren fàcilment ocultables en una bossa o com una "pistola de lligacama". Les armes específicament dissenyades per a dones eren cridades "pistoles de maniguet", ja que la seva reduïda grandària els permetia ser transportades en un maniguet. Les Derringer no són armes de repetició - els mecanismes de repetició com els d'una pistola semiautomàtica o un revòlver farien que la pistola sigui més voluminosa, anul·lant el seu propòsit. Les Derringer de cartutx originals solament utilitzaven un cartutx, usualment d'espiga o de percussió anular, de calibre 10 mm (.40), amb el seu canó pivotant a un costat de l'armadura per accedir a la recambra i recarregar. El disseny de la famosa Derringer Remington va doblegar la seva capacitat de munició, al mateix temps que conservava la seva grandària compacta, en afegir un segon canó sobre el primer, les recambres del qual pivotaven cap amunt per recarregar. Cada canó portava un cartutx, mentre que una lleva en el martell alternava el tret del canó superior i l'inferior. La Derringer Remington era de 10,3 mm (.41) i va obtenir una àmplia popularitat. La bala del cartutx .41 Short tenia poca velocitat, uns 129,54 m/s (425 peus/segon); la bala d'un .45 ACP modern té una velocitat de 259,08 m/s (850 peus/segon). Podia ser vista en vol, però a molt curta distància, com en un casino o la taula de naips d'un bar, podia matar amb facilitat. La Derringer Remington va estar disponible al mercat des de 1866 fins a 1935.
Fins i tot amb l'aparició de cartutxos més petits i potents, gràcies a la pólvora sense fum en lloc de la pólvora negra emprada al segle xix i abans, el clàssic disseny de Remington va continuar sent popular; una Derringer tipus Remington que empra el .38 Special és encara més petita que la més compacta pistola semiautomàtica de 6,35 mm, oferint un superior acompliment de balística terminal respecte al 6,35 x 17. Mentre que el clàssic disseny de Remington és d'acció simple, altres fabricants també han produït pistoles Derringer de doble acció, fins i tot alguns models de quatre canons, apilats en un bloc de 2 x 2. La COP .357 porta quatre cartutxos .357 Magnum en un conjunt no més gran que una pistola semiautomàtica de 6,35 mm, a més de ser significativament més compacta que un revòlver similar. La derrigner COP va ser inventada per Robert Hillberg i s'assembla bastant als seus primers dissenys d'armes per a insurgents.
Un disseny relacionat, sovint agrupat amb les Derringer ja que no encaixa en cap altra classificació estàndard, és la Semmerling LM4. És una pistola de repetició manual, que empra cinc cartutxos .45 ACP: el mecanisme del canó és portat cap endavant manualment per ejectar la beina disparada, després tornat a empènyer cap enrere per introduir el següent cartutx en la recambra. Aquestes pistoles van ser originalment construïdes per a l'Exèrcit dels Estats Units i les poques unitats disponibles al mercat civil són molt buscades a causa de la seva singular combinació de gran potència, capacitat i reduït grandària. Una altra pistola militar que fou un veritable disseny Derringer és la FP-45 Liberator, una arma per a insurgents d'11,43 mm que va ser llançada en paracaigudes des de les línies de l'Eix en la Segona Guerra Mundial.
Encara es fabriquen pistoles amb el disseny de la Derringer de Remington (a data Gener 2014). Bond Arms, Cobray Arms i American Derringer fabriquen la Derringer de dos canons superposats per a una àmplia varietat de cartutxos, des del .22 Long Rifle fins al .45 Colt. Les actuals Derringer són emprades per a recreacions històriques del Llunyà Oest, així com armes de port ocult a causa de la seva grandària i rapidesa d'ús. Els seus crítics no creuen que sigui una arma adequada per a defensa pròpia, ja que la Derringer té una capacitat de dos cartutxos.

## Derringer Philadelphia

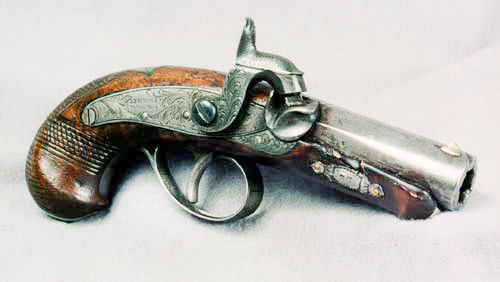
Derringer Philadelphia de John Wilkes Booths.

Una Derringer Philadelphia és una petita pistola de percussió dissenyada per Henry Derringer (1786-1868) i produïda des de 1852 fins a 1868. Una popular arma de port ocult de l'època, el disseny d'aquesta pistola de butxaca va ser àmpliament copiat per la competència, de vegades fins i tot amb els seus marcatges.
Per carregar una Derringer de Philadelphia, primerament es detonen dues càpsules fulminants en la xemeneia de la pistola, per assecar qualsevol resta d'humitat en el canó o la seva base, evitant així un tret fallit. Després es retiren les restes de l'última càpsula fulminant i el martell de la pistola se situa a la meitat del seu recorregut, per després abocar de 15 a 25 grans de pólvora negra dins del canó. Després es baquetea una bala de plom amb el seu respectiu tac de tela cap a la pólvora, anant amb compte de no deixar espai algun entre la bala i la pólvora per evitar que la pistola esclati en disparar-la (el propòsit del tac de la bala era de mantenir a aquesta fermament encaixada contra la pólvora, per evitar crear un "inici curt" quan la bala es desencaixava de la pólvora).

Es posava una nova càpsula fulminant en la xemeneia i la pistola estava carregada i llista per emprar-se (la posició de semi-amartallement evitava que el martell s'accioni si el gallet era accidentalment fregat mentre la pistola era transportada en una butxaca). Per disparar-la, l'usuari acabaria de parar el martell fins al final del seu recorregut, l'apuntaria i estrenyeria el gallet. En cas d'un tret fallit, l'usuari tornaria a amartellar-la i intentaria disparar de nou, o més sovint, trauria una segona Derringer d'una altra butxaca. La precisió era summament variable; encara que els punts de mira eren usuals, les alces eren menys comunes i algunes Derringer de Philadelphia no tenen mecanismes de punteria, sent ideades per posicionar i disparar en lloc d'apuntar i disparar, a la distància del diàmetre d'una taula de póker. Els apostadores professionals i uns altres que les portaven usualment, sovint disparaven i recarregaven diàriament, per reduir la probabilitat d'un tret fallit en cas d'usar els seus Derringer de Philadelphia.

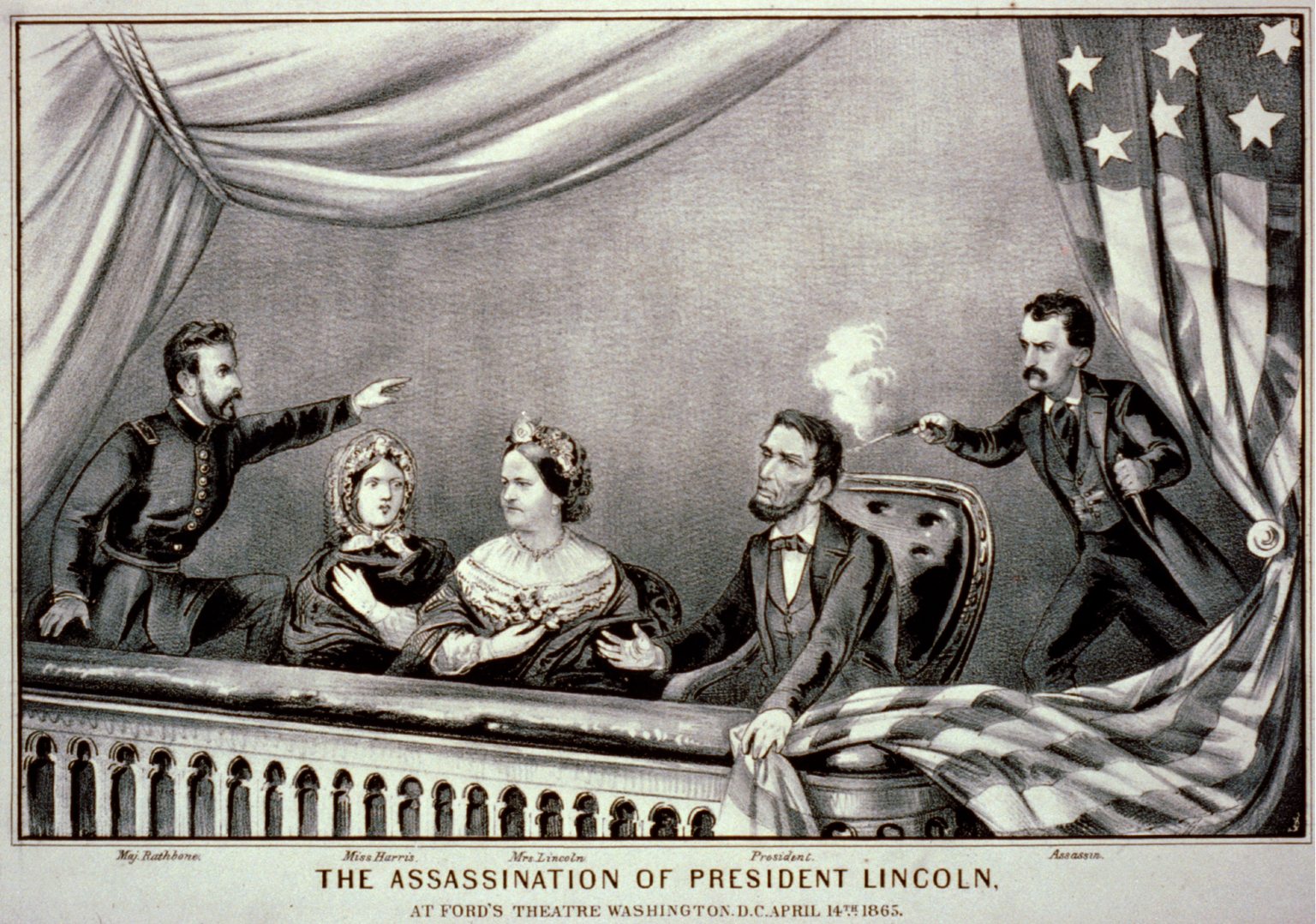
Gravat de Currier & Ives descrivint l'assassinat de Lincoln amb una Derringer de Philadelphia. D'esquerra a dreta: Henry Rathbone, Clara Harris, Mary Todd Lincoln, Abraham Lincoln i John Wilkes Booth.

Un habitual truc de màgia de l'època era la "captura de la bala", que usualment es feia amb una Derringer de Philadelphia a la qual se li inseria una bala sense tac. El mag, amb gran teatralitat, posava una petita quantitat de pólvora negra en el canó. Després, inseriria una estopa molt lleugera sobre la pólvora i finalment, una bala de menor calibre sense tac, després d'haver-la mostrat a l'audiència i que un voluntari la marqués per a la seva posterior identificació. Al final posaria un pistó al fogó de la pistola. Abans de lliurar la pistola a una altra persona, el mag inclinava la Derringer, provocant que la bala caigués en el seu palmell tancat.
L'assistent o un voluntari de l'audiència apuntava al mag amb la Derringer i premia el disparador. La pistola dispararia, es formaria un gran núvol de fum negre i el mag, amb gran teatralitat, hauria "capturat" la bala en l'aire, sostenint-la entre els seus dits. El truc era molt perillós, ja que la detonació de la pólvora podia matar a curta distància, mentre que una bala real o qualsevol altre objecte, podia ser inserit en el canó abans del tret per un voluntari o l'assistent per matar el mag.
Els registres de producció d'Henry Deringer, així com els registres contemporanis dels seus imitadors, indiquen que aquestes pistoles gairebé sempre es venien en parells (un preu usual per a un parell anava de $15 a $25, mentre que els models gravats i incrustats amb plata es venien a preus majors).
L'elecció de comprar un parell es devia, en part, per compensar la limitada potència d'una pistola mono-tret de canó curt, a més de compensar la seva poca fiabilitat respecte als posteriors dissenys de pistoles Derringer de cartutx. Les Derringer originals gairebé mai es troben amb el seu respectiu parell.
Inicialment popular entre els oficials militars, la Derringer es va tornar molt popular entre els civils que desitjaven tenir una pistola petita i fàcil d'ocultar per a defensa pròpia.
En total, es van fabricar aproximadament unes 15.000 pistoles Derringer. Totes eren pistoles d'un sol canó amb panys de percussió posteriors, usualment de calibre 10,3 mm (.41) i ànima estriada, amb empunyadura de noguera. La longitud del canó anava des de 38 mm (1,5 polzades) fins a 152,4 mm (6 polzades), mentre que l'acabat de les peces metàl·liques era niquelat. El pany de percussió posterior és un disseny millorat, on el ressort i el seu mecanisme estan situats darrere del martell, sent protegits de la brutícia, residus de la càpsula fulminant i el sutge de la pólvora, respecte als dissenys anteriors on aquestes peces estaven davant del martell i sota el canó.
Degut a la seva petita grandària i gran disponibilitat, les Derringer tenen la dubtosa reputació de ser eines predilectes d'assassins. La Derringer més famosa que es va usar per a tal fi va ser disparada per John Wilkes Booth en l'assassinat d'Abraham Lincoln. La Derringer emprada per Booth era inusual, puix que l'ànima del seu canó tenia una estriadura levogir, en lloc de l'habitual estriadura dextrogir emprada en la major part de les Derringer de Philadelphia.

## Derringer Remington

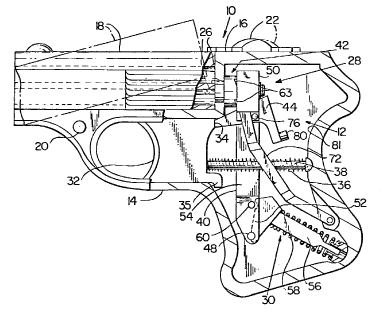
Esquema de la Derringer de quatre canons COP, patent 4,407,085

Les Derringer de dos canons superposats Remington Model 95 van ser fabricades des de 1866 fins a 1935, per a diversos cartutxos de percussió anular, sent el .41 el més comú. Mai van ser numerades en sèrie, però van ser numerades segons els lots de producció. Els lots aparentment van des de 500 a 5000 pistoles per lot, depenent de la demanda. Va haver-hi 3 marques - "I. Remington & Sons, Ilion, NY", "Remington Arms Co." i "Remington-UMC". El primer model d'aquesta Derringer tenia una empunyadura buida i no tenia extractor. Estava marcada amb "I. Remington & Sons, Ilion, NY". El segon model tenia una empunyadura esquelètica, però no extractor i portava la mateixa marca. El tercer model tenia un extractor de dues peces i la mateixa marca. El quart model tenia un extractor massís i portava les tres marques.
Remington va entrar en fallida en 1881. En 1883, els béns van ser comprats per Hartley & Graham de Nova York, una immportante empresa majorista d'armes. Hartley & Graham va rebatejar a la companyia com Remington Arms Co. i va marcar a totes les armes de foc amb aquesta marca fins a 1910. En 1910, Hartley & Graham va fusionar a la Remington amb la Union Metallic Cartridge Company i va canviar la marca a "Remington-UMC". En 1921, Hartley & Graham va vendre la Remington i la UMC a la companyia DuPont. DuPont va separar a la Remington i la UMC, marcant totes les armes Remington amb Remington Arms Co., excepte a la Derringer. La Derringer va continuar sent marcada com Remington-UMC fins que la seva producció va cessar en 1935.
Les Derringer d'empunyadura buida solament van ser fabricades en 1866. Les d'empunyadura esquelètica i sense extractor des de 1866 fins a 1867. Aquelles amb extractor de dues peces fins a 1869. I les que tenien extractor massís fins a 1935. Aquestes últimes van ser marcades com I. Remington & Sons, Ilion, NY (1870-1881), Remington Arms Co. (1883-1910) i Remington-UMC (1910-1935).

## En la cultura popular

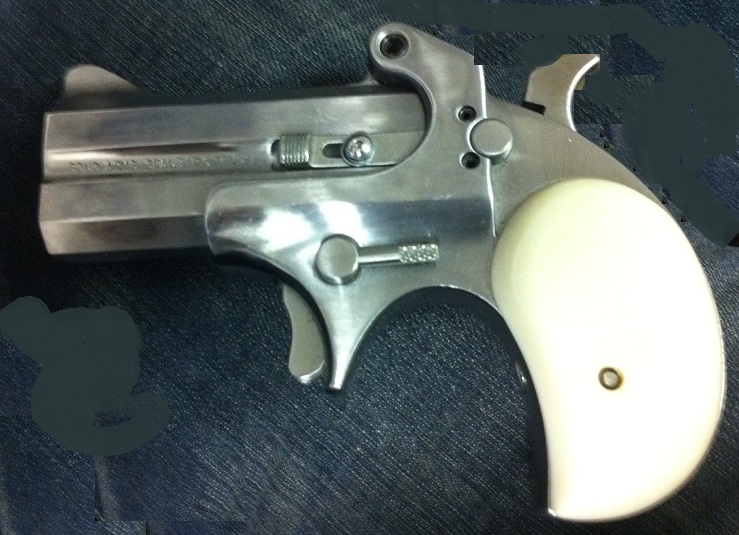
Una Derringer de dos canons de Bond Arms.

Les Derringer Remington sovint juguen papers crucials en les accions de James T. West, agent fictici del Servei Secret, en la sèrie televisiva nord-americana The Wild Wild West. Ell podia portar fins a tres Derringer : una oculta com a suport al seu revòlver, que era portada punt en una butxaca de la seva armilla, com en una butxaca interna de la seva jaqueta. Una altra Derringer era portada com a "pistola de màniga", sota la màniga dreta de la seva camisa, mentre que la tercera estava desarmada en dues parts, amb el conjunt de canons ocult en el taló buit d'una bota i l'armadura en el taló de l'altra.
Una Derringer mono-tret era l'arma de port ocult predilecta de Buford "Mad Dog" Tannen a Tornar al Futur III. Ell la empra per matar el Dr. Emmett "Doc" Brown en una línia temporal prèvia que no es va incloure en la pel·lícula. En la línia temporal de la pel·lícula, l'intent de Tannen per assassinar Brown és desarticulat quan Marty McFly llança un motlle de pastís contra la Derringer que aquest empunya. La pistola es dispara, impactant el barret de Brown fent-lo caure del seu cap.
Aquest tipus de pistoles van ser habitualment emprades en la pel·lícula Django Unchained durant tota la seva durada.

## Galeria

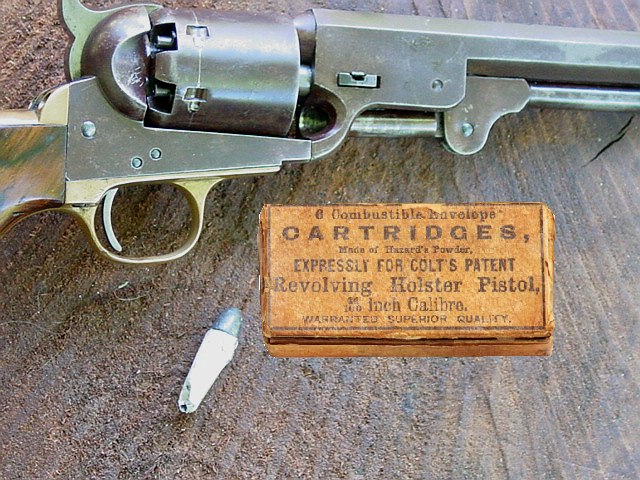
Cartutxos de paper combustible, una caixa de sis
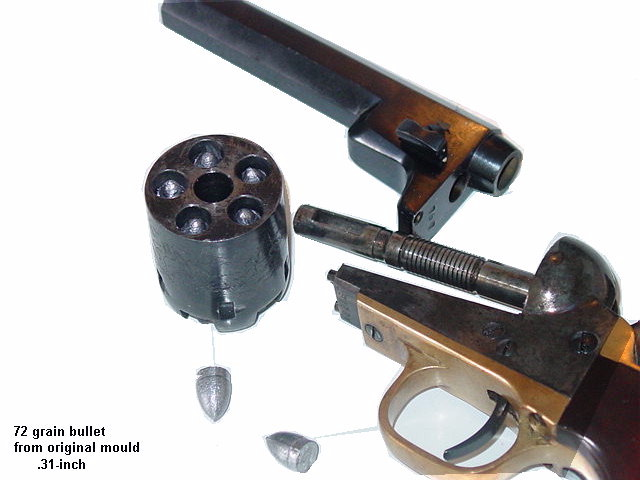
La palanca de cilindre servia per empènyer la bala en els models sense palanca de càrrega
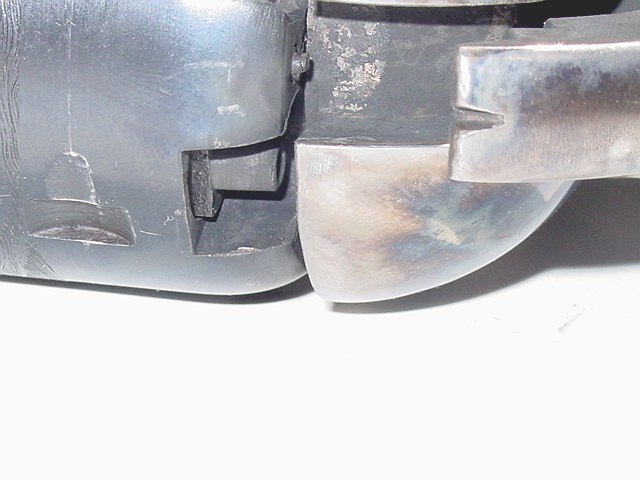
Passador de seguretat entre les cambres del tambor i el canó
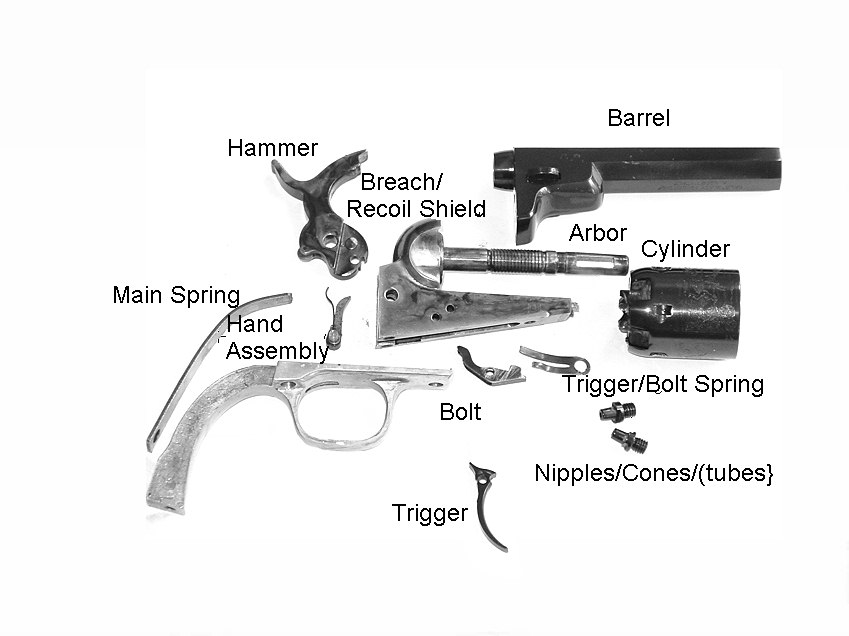
Revòlvers Colt Post-1850
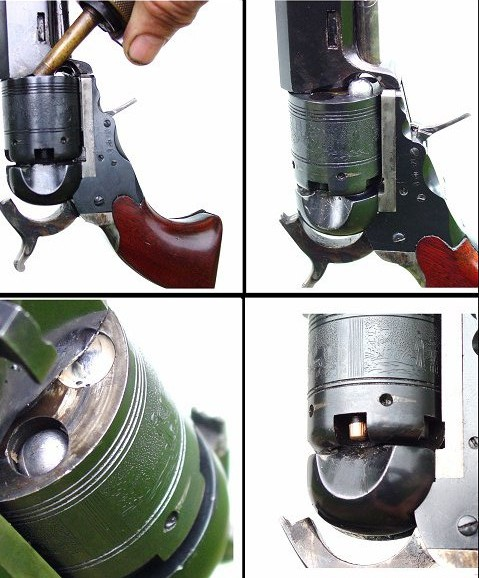
Seqüència de càrrega d'un revòlver amb percussió de pistó